# Unlock the girls
Unlock the girls（アンロック ザ ガールズ）は、岸谷香を中心に結成された日本のガールズバンド。所属レコード会社はソニー・ミュージックレーベルズの社内レーベル・SME Records。

## メンバー
岸谷 香（きしたに かおり）
ボーカル・ギター担当。
1967年生まれ。元プリンセス プリンセスのメンバー。
Yuko（ユウコ）
ギター・コーラス担当。
1989年生まれ。血液型A型。FLiP（活動休止中）、LAZYgunsBRISKYのメンバー。
HALNA（ハルナ）
ベース・コーラス担当。
1989年生まれ。血液型A型。元 HaKUのメンバー。
Yuumi（ユウミ）
ドラムス・コーラス担当。
1989年生まれ。血液型A型。FLiP（活動休止中）のメンバー。

## 概要
岸谷香が共通のスタッフを通じて出会ったYuko（G, Cho / FLiP、LAZYgunsBRISKY）、HALNA（B, Cho / ex. HaKU）、Yuumi（Dr, Cho / FLiP）の全員1989年生まれA型女性アーティスト3人と結成したガールズバンド。岸谷にとってはプリンセス・プリンセス解散後初、人生3つ目のガールズバンド。
作詞で蜜の木村ウニも参加している。

## 略歴
2018年
- 1月24日にミニアルバム『Unlock the girls』をリリース。
- 2月17日に開催された岸谷香のソロ公演にて初お披露目。